# Président de la Grande Assemblée nationale de Turquie
Le président de la Grande Assemblée nationale de Turquie est à la tête du parlement monocaméral de la république de Turquie.